# Charmian Brinson
Charmian Brinson (* 1943 in Oxford) ist eine britische Germanistin und Exilforscherin.

## Leben
Charmian Brinson studierte Germanistik am University College London, am Birkbeck College und wurde am King’s College London promoviert. Brinson wurde 1979 Lecturer für Germanistik am Imperial College London. Sie war dort von 2001 bis 2005 Direktorin des Humanities Programme. 2004 erhielt sie eine Professur. Brinson wurde um 2014 emeritiert.
Sie forscht zur deutschen und österreichischen Emigration in der Zeit des Nationalsozialismus. Brinson ist Gründungsmitglied des Research Centre for German and Austrian Exile Studies am  Institute for Modern Languages Research der University of London und Mitherausgeberin des dort herausgegebenen Jahrbuchs.

## Schriften (Auswahl)
- mit Marian Malet (Hrsg.): Rudolf Olden, Peter Olden: Briefe aus den Jahren 1935–1936. Berlin : Verlag europäische Ideen, 1987
- mit Marian Malet (Hrsg.): Rettet Ossietzky! Dokumente aus dem Nachlass von Rudolf Olden. Oldenburg : Bis, 1990
- The Strange Case of Dora Fabian and Mathilde Wurm. A Study of German Political Exiles in London during the 1930s. Bern : Lang, 1996, ISBN 3-906756-27-0
- mit Richard Dove, Marian Malet, Jennifer Taylor (Hrsg.): „England? Aber wo liegt es?“ Deutsche und österreichische Emigranten in Großbritannien 1933–1945. München: Iudicium, 1996, ISBN 3-89129-263-5
- The Gestapo and the German Political Exiles in Britain during the 1930s: The Case of Hans Wesemann – and Others. In: German Life and Letters, Jg. 51, Band 1, Blackwell Publishers, Oxford 1998
- mit Richard Dove, Anthony Grenville, Marian Malet und Jennifer Taylor (Hrsg.): Keine Klage über England? Deutsche und österreichische Exilerfahrungen in Großbritannien 1933–1945. München : iudicium, 1998 (Publications of the Institute of Germanic Studies, University of London School of Advanced Study, Bd. 72)
- Autobiography in Exile: The Reflections of Women Refugees, in: J. M. Ritchie (Hrsg.): German-speaking Exiles in Great Britain, Band 3. Amsterdam: Rodopi, 2001
- mit Richard Dove: ‚Stimme Der Wahrheit‘ – German-language Broadcasting by the BBC. Rodopi, 2003
- (Hrsg.): Immortal Austria? Austrians in Exile in Britain (Yearbook of the Research Centre for German & Austrian Exile Studies. 8). Editions Rodopi, Amsterdam 2007, ISBN 978-90-420-2157-0
- mit Richard Dove: Politics by Other Means: The Free German League of Culture in London 1939–1946. London: Vallentine Mitchell, 2010, ISBN 978-0-85303-862-7
- mit William Kaczynski: Fleeing from the Führer. A postal History of Refugees from the Nazis. Stroud: The History Press, 2011, ISBN 0-7524-6195-8
  - mit William Kaczynski: Fleeing from the Führer: Exil und Internierung in Briefen. Übersetzung Caterina Andreae. Darmstadt: Philipp von Zabern, 2017, ISBN 978-3-8053-5075-4
- mit Marian Malet (Hrsg.): ’Warum schweigt die Welt?’ Die Entführung von Berthold Jacob. Eine Dokumentation. Reihe Exil Dokumente. Frankfurt am Main: Peter Lang, 2014, ISBN 978-3-0343-1573-9
- mit Richard Dove: A Matter of Intelligence. Manchester: Manchester University Press, 2015, ISBN 978-0-7190-9079-0
- mit Jana Barbora Buresova, Andrea Hammel (Hrsg.): Exile and gender, 2. Politics, education and the arts. Leiden: Brill, 2017, ISBN 978-90-04-34351-1